# Route 246
〈Route 246〉（日语：／ rūto tsū-fōtīshikkusu */?）是日本女子偶像組合乃木坂46的第3首數位下載限定歌曲，於2020年7月24日由N46Div.推出。

## 背景與發行
2020年7月16日，乃木坂46宣佈推出歌曲，由自2018年1月宣佈退出藝能界的小室哲哉擔任作曲和編曲。這是小室再度復歸後為他人提供的首支單曲，也是自最後的偶像歌曲〈吹風〉以來，事隔兩年零三個月再次作曲。而與秋元康則是自家鋪隆仁的〈當時的天空〉以來，事隔10年第8首分別由兩人負責作曲和填詞的作品，而以秋元康擔任製作人的AKB48集團和坂道系列的歌曲來說，則是兩人首度合作，小室在寫這首歌的時候，曾經七度重寫。7月22日，歌曲在日本放送的電台節目《乃木坂46的All Night Nippon》中首次播放。7月23日，歌曲的音樂錄影帶的預告片在YouTube正式公開，由〈I see…〉的影像設計團隊Maxilla負責，在神奈川縣橫濱市大棧橋以及東京都內取景，為了避免感染2019冠狀病毒病，拍攝期間各人均帶上口罩和防護面罩，並且盡可能在空曠地方拍攝。7月24日，乃木坂46在朝日電視台節目《Music Station》中首次演唱歌曲。8月15日和8月21日，乃木坂46先後在富士電視台節目《MUSIC FAIR》和日本電視台節目《BUZZ RHYTHM02》中演唱歌曲。8月22日，乃木坂46宣佈將歌曲未公開的全篇音樂錄影帶收錄至音樂影片合集《ALL MV COLLECTION2～當時的少女們～》。12月31日，乃木坂46在第71回NHK紅白歌合戰中演唱了歌曲。

## 榜單成績
歌曲在Oricon公信榜以下載次數33,391次，取得數碼單曲週榜第4名，與上一首數位音樂下載限定歌曲〈世界中的鄰居啊〉相比，增長達1.9倍，串流媒體的播放次數也大幅增長，根據Apple Music、Spotify和LINE MUSIC的速報值，總計在一週內播放超過300萬次，為〈世界中的鄰居啊〉的5.5倍，合算單曲週榜則以18,069分取得第13名，於《告示牌》下載歌曲週榜則以下載次數35,785次取得第4名。

## 收錄內容
| 數位音樂下載 | 數位音樂下載 | 數位音樂下載 | 數位音樂下載 | 數位音樂下載           | 數位音樂下載 |
| 曲序         | 曲目         |              | 作曲         | 編曲                   | 时长         |
| ------------ | ------------ | ------------ | ------------ | ---------------------- | ------------ |
| 1.           | Route 246    | 秋元康       | 小室哲哉     | 小室哲哉、Music Design | 3:52         |

## 選拔成員
（中心成員：齋藤飛鳥）
- 1期生：秋元真夏、生田繪梨花、齋藤飛鳥、高山一實、星野南、松村沙友理
- 2期生：北野日奈子、新內真衣、堀未央奈
- 3期生：岩本蓮加、梅澤美波、大園桃子、久保史緒里、山下美月、與田祐希
- 4期生：遠藤櫻、賀喜遙香、筒井彩萌

## 外部連結
- YouTube上的乃木坂46 『Route 246』Teaser